# Cupanoscelis heteroclita
Cupanoscelis heteroclita là một loài bọ cánh cứng trong họ Cerambycidae.